# Tunnel de Folgefonn

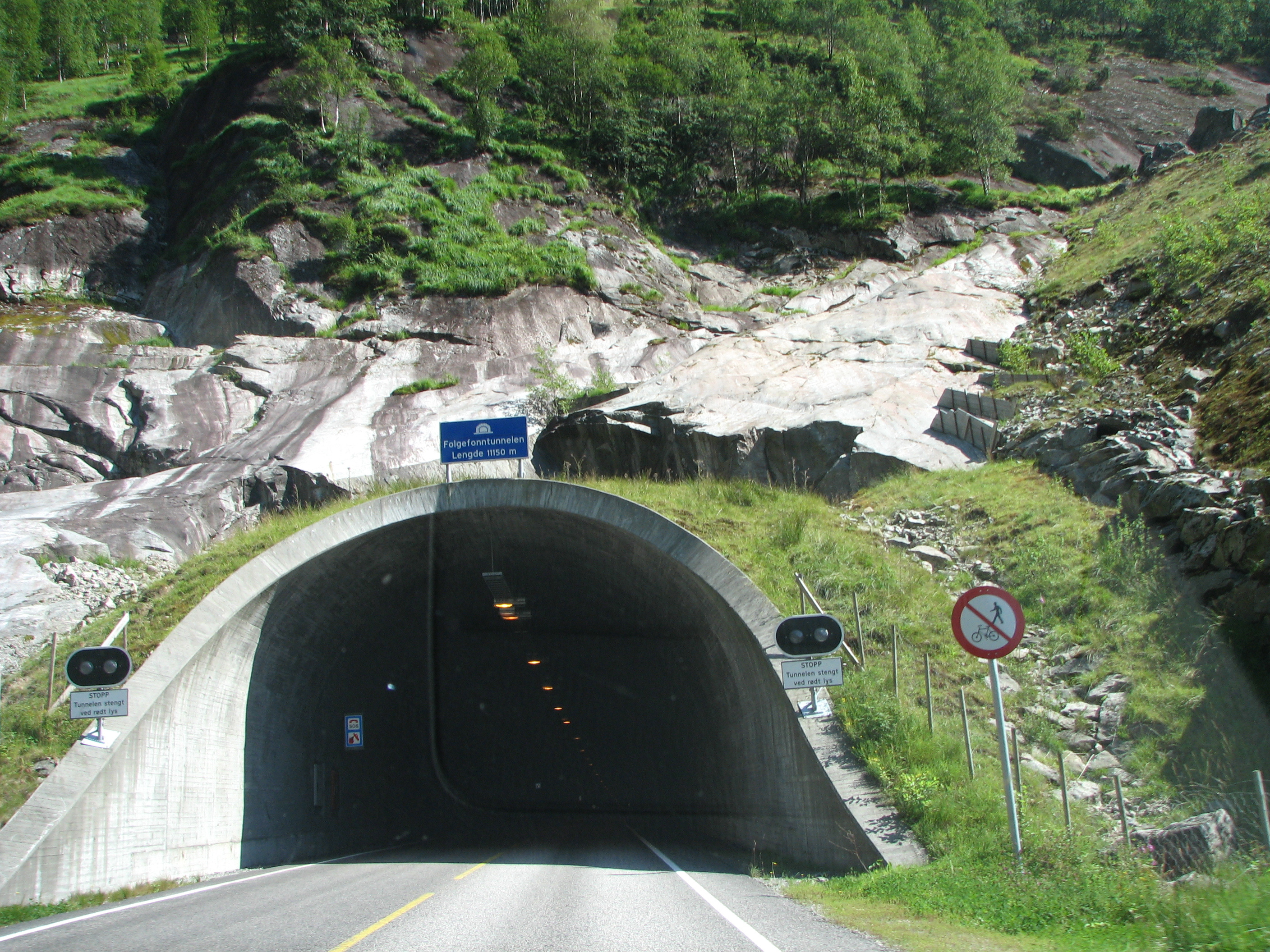
Entrée ouest du tunnel de Folgefonn.

Le Folgefonntunnelen ou Tunnel de Folgefonn est un tunnel routier long de 11 150 mètres situé en Norvège méridionale. C'est le quatrième plus long tunnel du pays. Il passe sous les montagnes du glacier Folgefonna et relie le village d'Eitrheim à l'extrémité du Sørfjord dans la municipalité d'Odda, dans la région du Hardangervidda, avec Mauranger, à l'extrémité du Maurangsfjord dans la municipalité de Kvinnherad. La route 551 emprunte ce tunnel.
Le tunnel fut inauguré en 2001. Un voyage qui prenait 4 heures peut être dorénavant effectué en 10 minutes. 